# Kompakter Operator
Kompakte Operatoren zwischen zwei Banachräumen sind in der Funktionalanalysis, einem der Teilgebiete der Mathematik,  spezielle Operatoren, die ihren Ursprung in der Theorie der Integralgleichungen haben. Man spricht auch von kompakten Abbildungen anstatt von kompakten Operatoren und unterscheidet lineare von nichtlinearen Operatoren.

## Theorie linearer kompakter Operatoren

### Definition
Eine lineare Abbildung {\displaystyle K\colon E\to F} von einem Banachraum {\displaystyle E} in einen Banachraum {\displaystyle F} heißt kompakter Operator, wenn eine der folgenden äquivalenten Eigenschaften erfüllt ist:
- Der Operator  {\displaystyle K} bildet jede beschränkte Teilmenge von  {\displaystyle E} auf eine relativ kompakte Teilmenge von {\displaystyle F} ab.
- Das Bild der offenen (oder der abgeschlossenen) Einheitskugel in {\displaystyle E} ist relativ kompakt in {\displaystyle F}.
- Jede beschränkte Folge {\displaystyle (x_{n})} in {\displaystyle E} besitzt eine Teilfolge  {\displaystyle (x_{n_{k}})}, sodass {\displaystyle (Kx_{n_{k}})} konvergiert.

Die Menge der linearen, kompakten Operatoren {\displaystyle K\colon E\to F} wird hier mit {\displaystyle {\mathcal {K}}(E,F)} bezeichnet.

### Stetigkeit
Weil das Bild der Einheitskugel unter einem kompakten Operator relativ kompakt und somit beschränkt ist, folgt, dass jeder lineare kompakte Operator automatisch ein beschränkter Operator und somit stetig ist.

### Beispiele
- Ein stetiger linearer Operator von endlichem Rang, das heißt ein Operator mit endlichdimensionalem Bild, ist kompakt.
- Hilbert-Schmidt-Operatoren und Spurklasse-Operatoren sind immer kompakt.
- Die Identität auf einem Banachraum ist genau dann kompakt, wenn der Banachraum endlichdimensional ist. Dies folgt aus der Tatsache, dass die Einheitskugel genau dann relativkompakt ist, wenn der Banachraum endlichdimensional ist. Vergleiche dazu Kompaktheitssatz von Riesz.

### Eigenschaften
- Ist {\displaystyle F} vollständig, so ist auch {\displaystyle {\mathcal {K}}(E,F)} ein Banachraum. Das heißt, für kompakte Operatoren {\displaystyle K_{1},K_{2}} und einen Skalar {\displaystyle \lambda \in \mathbb {C} } sind die Operatoren {\displaystyle K_{1}+K_{2}} und {\displaystyle \lambda K} kompakt. Außerdem konvergiert jede Cauchy-Folge {\displaystyle (K_{n})_{n=1}^{\infty }} bezüglich der Operatornorm gegen einen linearen kompakten Operator {\displaystyle \textstyle \lim _{n\to \infty }K_{n}}.
- Der lineare Operator {\displaystyle K\colon E\to F} ist genau dann kompakt, wenn zu jeder beschränkten Folge {\displaystyle (x_{n})} in {\displaystyle E} eine Teilfolge von {\displaystyle (K(x_{n}))} existiert, die in {\displaystyle F} konvergiert. Kompakte Operatoren bilden also beschränkte Folgen auf Folgen mit konvergenten Teilfolgen ab. Ist {\displaystyle E} unendlichdimensional, gibt es beschränkte Folgen, die keine konvergenten Teilfolgen besitzen. Somit können kompakte Operatoren Konvergenzeigenschaften „verbessern“.
- Seien {\displaystyle W}, {\displaystyle X}, {\displaystyle Y} und {\displaystyle Z} normierte Räume, {\displaystyle K:X\rightarrow Y} ein kompakter Operator, {\displaystyle A\colon W\rightarrow X} und {\displaystyle B\colon Y\rightarrow Z} beschränkte Operatoren. Dann ist auch {\displaystyle BKA\colon W\rightarrow Z} kompakt.
- Insbesondere ist die Menge aller kompakten Operatoren eines Hilbertraumes {\displaystyle H} ein selbstadjungiertes abgeschlossenes Ideal in der C*-Algebra aller beschränkten linearen Operatoren auf {\displaystyle H}.

### Satz von Schauder
Der folgende Satz ist nach Juliusz Schauder benannt. Seien {\displaystyle X} und {\displaystyle Y} Banachräume. Dann ist ein linearer Operator {\displaystyle K\colon X\to Y} genau dann kompakt, wenn der adjungierte Operator {\displaystyle K^{*}\colon Y^{*}\to X^{*}} kompakt ist.

### Approximationseigenschaft
Ist {\displaystyle K\colon X\to Y} ein linearer Operator zwischen den Banachräumen {\displaystyle X} und {\displaystyle Y} und existiert eine Folge stetiger linearer Operatoren mit endlichdimensionalem Bild, die gegen {\displaystyle K} konvergiert, so ist {\displaystyle K} kompakt. Die Umkehrung gilt im Allgemeinen nicht, sondern nur dann, wenn {\displaystyle Y} die sogenannte Approximationseigenschaft besitzt. Viele der häufig benutzten Banachräume haben allerdings diese Approximationseigenschaft, so zum Beispiel {\displaystyle c_{0}}, {\displaystyle \ell ^{p}} oder {\displaystyle L^{p}([0,1])} mit {\displaystyle 1\leq p<\infty }, sowie alle Hilberträume.

### Spektraltheorie kompakter Operatoren auf Banachräumen
Sei {\displaystyle X} ein Banachraum und {\displaystyle T\colon X\to X} ein kompakter Operator. Mit {\displaystyle \sigma (T)} wird das Spektrum des Operators {\displaystyle T} bezeichnet. Ist der Raum {\displaystyle X} zusätzlich unendlichdimensional, so gilt {\displaystyle 0\in \sigma (T)} und die eventuell leere Menge {\displaystyle \sigma (T)\setminus \{0\}} hat höchstens abzählbar viele Elemente. Insbesondere ist {\displaystyle 0} der einzig mögliche Häufungspunkt von {\displaystyle \sigma (T)}.
Jedes {\displaystyle \lambda \in \sigma (T)\setminus \{0\}} ist ein Eigenwert von {\displaystyle T} und der zugehörige Eigenraum {\displaystyle \operatorname {ker} (\lambda \operatorname {Id} -T)} ist endlichdimensional. Außerdem existiert eine topologisch direkte Zerlegung {\displaystyle X=N(\lambda )\oplus R(\lambda )} mit {\displaystyle T(N(\lambda ))\subset N(\lambda )} und {\displaystyle T(R(\lambda ))\subset R(\lambda )}, wobei {\displaystyle N(\lambda )} endlichdimensional ist und {\displaystyle \operatorname {ker} (\lambda \operatorname {Id} -T)} umfasst, sowie {\displaystyle (\lambda \operatorname {Id} -T)|_{R(\lambda )}} ein Isomorphismus von {\displaystyle R(\lambda )} auf {\displaystyle R(\lambda )} ist. 
Diese Zerlegung heißt Riesz-Zerlegung und ist nach dem Mathematiker Frigyes Riesz benannt, der große Teile der Spektraltheorie (kompakter) Operatoren erforscht hat.

#### Spektralzerlegung normaler kompakter Operatoren auf Hilberträumen
Ist {\displaystyle T\colon H\to H} ein kompakter normaler Operator auf einem Hilbertraum {\displaystyle H}, dann existiert für den Operator eine Spektralzerlegung. Das heißt, es existiert ein Orthonormalsystem {\displaystyle e_{1},e_{2},\ldots } sowie eine Nullfolge {\displaystyle (\lambda _{k})_{k\in \mathbb {N} }} in {\displaystyle \mathbb {K} \backslash \{0\}}, so dass
{\displaystyle Tx=\sum _{k=1}^{\infty }\lambda _{k}\langle x,e_{k}\rangle e_{k}}
für alle {\displaystyle x\in H} gilt. Die {\displaystyle \lambda _{k}} sind für alle {\displaystyle k\in \mathbb {N} } die Eigenwerte von {\displaystyle T} und {\displaystyle e_{k}} ist ein Eigenvektor zu {\displaystyle \lambda _{k}}.
Falls zusätzlich {\displaystyle T} selbstadjungiert ist, das heißt  {\displaystyle T=T^{*}}, dann sind alle Eigenwerte reell. Falls  {\displaystyle T} zusätzlich positiv ist, das heißt  {\displaystyle \langle Tx,x\rangle \geq 0} für alle  {\displaystyle x\in H}, dann sind alle Eigenwerte positiv reell.

#### Spektralzerlegung allgemeiner kompakter Operatoren auf Hilberträumen
Ist allgemeiner {\displaystyle T\colon H_{1}\to H_{2}} ein kompakter Operator auf den Hilberträumen {\displaystyle H_{1}} und {\displaystyle H_{2}}, dann kann man das obige Resultat auf die beiden Operatoren {\displaystyle |T|\colon H_{1}\to H_{1}} und {\displaystyle |T^{*}|\colon H_{2}\to H_{2}} anwenden (dabei ist für einen Operator {\displaystyle A} der Betrag {\displaystyle |A|} ein positiver (und daher selbstadjungierter) Operator, für den {\displaystyle |A|^{2}=A^{*}A} ist; dieser Operator existiert stets und er ist eindeutig).
Man erhält dann Orthonormalsysteme {\displaystyle e_{1},e_{2},\ldots } von {\displaystyle H_{1}} und {\displaystyle f_{1},f_{2},\ldots } von {\displaystyle H_{2}} sowie eine Nullfolge {\displaystyle (\lambda _{k})_{k\in \mathbb {N} }} in {\displaystyle \mathbb {K} \backslash \{0\}}, so dass
{\displaystyle Tx=\sum _{k=1}^{\infty }\lambda _{k}\langle x,e_{k}\rangle f_{k}}
{\displaystyle x\in H_{1}} und
{\displaystyle T^{*}y=\sum _{k=1}^{\infty }\lambda _{k}\langle y,f_{k}\rangle e_{k}}
für alle {\displaystyle y\in H_{2}} gilt.
Ähnlich wie oben sind dann {\displaystyle \lambda _{k}} die Eigenwerte von {\displaystyle |T|} und {\displaystyle |T^{*}|}, {\displaystyle e_{k}} die Eigenvektoren von {\displaystyle |T|} und {\displaystyle f_{k}} die Eigenvektoren von {\displaystyle |T^{*}|}.

### Anwendung
Sei {\displaystyle G\subseteq \mathbb {R} } kompakt mit echt positivem Lebesgue-Maß und {\displaystyle k} stetig auf {\displaystyle G\times G}. Dann ist der durch
{\displaystyle Tx(t)=\int \limits _{G}k(t,s)x(s)\mathrm {d} s}
definierte Fredholmsche Integraloperator ein linearer kompakter Operator. Diese Aussage lässt sich mit Hilfe des Satzes von Arzelà-Ascoli beweisen.
Viele Sätze zur Lösbarkeit von Integralgleichungen, wie die Fredholmsche Alternative, setzen einen kompakten Operator voraus.

### Schmidt-Darstellung und die Schatten-Klasse
Seien {\displaystyle H_{1}} und {\displaystyle H_{2}} Hilberträume und {\displaystyle T\colon H_{1}\to H_{2}} ein kompakter Operator. Dann existieren abzählbare Orthonormalsysteme {\displaystyle (e_{i})_{i\in \mathbb {N} }} von {\displaystyle H_{1}} und {\displaystyle (f_{i})_{i\in \mathbb {N} }} von {\displaystyle H_{2}} sowie Zahlen {\displaystyle s_{1}\geq s_{2}\geq \ldots \geq 0} mit {\displaystyle s_{k}\to 0}, so dass
{\displaystyle Tx=\sum _{k=1}^{\infty }s_{k}\langle x,e_{k}\rangle f_{k}}
für alle {\displaystyle x\in H_{1}} gilt. Diese Darstellung des kompakten Operators nennt man Schmidt-Darstellung und die Zahlen {\displaystyle s_{i}} sind im Gegensatz zu den Orthonormalsystemen eindeutig bestimmt und heißen singuläre Zahlen. Gilt {\displaystyle (s_{i})_{i\in \mathbb {N} }\in \ell ^{p}} für {\displaystyle 1\leq p<\infty }, so sagt man, dass {\displaystyle T} in der p-ten Schatten-Klasse liegt. Ist {\displaystyle p=1}, so heißen die Operatoren nuklear, und ist {\displaystyle p=2}, so handelt es sich um einen Hilbert-Schmidt-Operator. Auf der Menge der Hilbert-Schmidt-Operatoren kann im Gegensatz zu den anderen Schatten-Klassen auf natürliche Weise eine Hilbertraumstruktur definiert werden.

### Vollstetige Operatoren
Seien {\displaystyle E} und {\displaystyle F} Banachräume, {\displaystyle K\colon E\to F} ein Operator. Dann heißt {\displaystyle K} vollstetig, falls für jede in {\displaystyle E} schwach konvergente Folge {\displaystyle (x_{n})} die Bildfolge {\displaystyle (K(x_{n}))} in {\displaystyle F} normkonvergent ist. Kompakte Operatoren sind vollstetig. Ist {\displaystyle E} reflexiv, so ist auch jeder vollstetige Operator kompakt.

## Nichtlineare kompakte Operatoren

### Definition
Seien {\displaystyle E} und {\displaystyle F} normierte Räume, {\displaystyle K\colon \Omega \subset E\to F} ein Operator. Dann heißt {\displaystyle K} kompakt, falls {\displaystyle K} stetig ist und das Bild jeder beschränkten Menge {\displaystyle S} in {\displaystyle \Omega } eine relativkompakte Teilmenge von {\displaystyle F} ist. Die Menge der kompakten Operatoren wird hier mit {\displaystyle {\mathcal {R}}(E,F)} bezeichnet.
Man beachte, dass hier die Stetigkeit nicht wie im linearen Fall automatisch folgt, sondern explizit gefordert werden muss.

### Approximation durch Operatoren mit endlichdimensionalem Bild
Seien {\displaystyle E} und {\displaystyle F} normierte Räume und {\displaystyle \Omega \subset E} eine beschränkte abgeschlossene Teilmenge. Mit {\displaystyle {\mathcal {F}}(\Omega ,F)} wird der Raum der kompakten Operatoren {\displaystyle L}, deren Bild {\displaystyle L(\Omega )} in einem endlichdimensionalen Untervektorraum von {\displaystyle F} enthalten ist, bezeichnet. Sei {\displaystyle K\colon \Omega \to Y} ein kompakter Operator, dann existiert zu jedem {\displaystyle \epsilon >0} ein kompakter Operator {\displaystyle K_{\epsilon }\in {\mathcal {F}}(\Omega ,F)}, so dass 
{\displaystyle \sup _{x\in \Omega }\|K(x)-K_{\epsilon }(x)\|_{F}<\epsilon }
gilt.
Das heißt, der Raum {\displaystyle {\mathcal {F}}(\Omega ,F)} liegt bezüglich der Supremumsnorm {\displaystyle \textstyle \sup _{x\in \Omega }\|\cdot \|_{F}} dicht im Raum {\displaystyle {\mathcal {R}}(\Omega ,F)} der kompakten Operatoren. Ist {\displaystyle F} ein Banachraum, so gilt auch die Umkehrung. Das heißt, eine Folge von Operatoren aus  {\displaystyle {\mathcal {F}}(\Omega ,F)}, die bezüglich der Supremumsnorm konvergiert, hat als Grenzwert einen kompakten Operator. Also ist insbesondere der Raum {\displaystyle {\mathcal {R}}(\Omega ,F)} der kompakten Operatoren mit beschränktem {\displaystyle \Omega } vollständig.
Man beachte, dass eine Approximation dieser Art immer möglich ist und nicht wie im oben geschilderten linearen Fall voraussetzt, dass der beteiligte Banachraum die Approximationseigenschaft hat.

### Fixpunkttheorie
Viele nichtlineare Differential- und Integralgleichungen kann man kurz als Gleichung {\displaystyle F(x)=y} schreiben, wobei {\displaystyle F\colon \Omega \to X} ein kompakter Operator ist. Für solche nichtlinearen Probleme existiert keine umfassende Lösungstheorie. Eine Möglichkeit, um die Gleichung auf Lösungen zu untersuchen, ist die Fixpunkttheorie. In diesem Zusammenhang sind zum Beispiel der Fixpunktsatz von Schauder oder die Leray-Schauder-Alternative zentrale Hilfsmittel, die die Existenz von Fixpunkten garantieren. Außerdem lässt sich zeigen, dass falls {\displaystyle \Omega \subset X} abgeschlossen und beschränkt ist, die Menge der Fixpunkte eines kompakten Operators kompakt ist.